# Rejon Tajynsza
Rejon Tajynsza (kaz. Тайынша ауданы, Tajynsza audany; ros. Тайыншинский район, Tajynszynskij rajon) – rejon w północnej części Kazachstanu, w obwodzie północnokazachstańskim. Siedziba administracyjna rejonu znajduje się w mieście Tajynsza. W 2018 liczył 43 876 mieszkańców.